# Palast der Könige von Mallorca

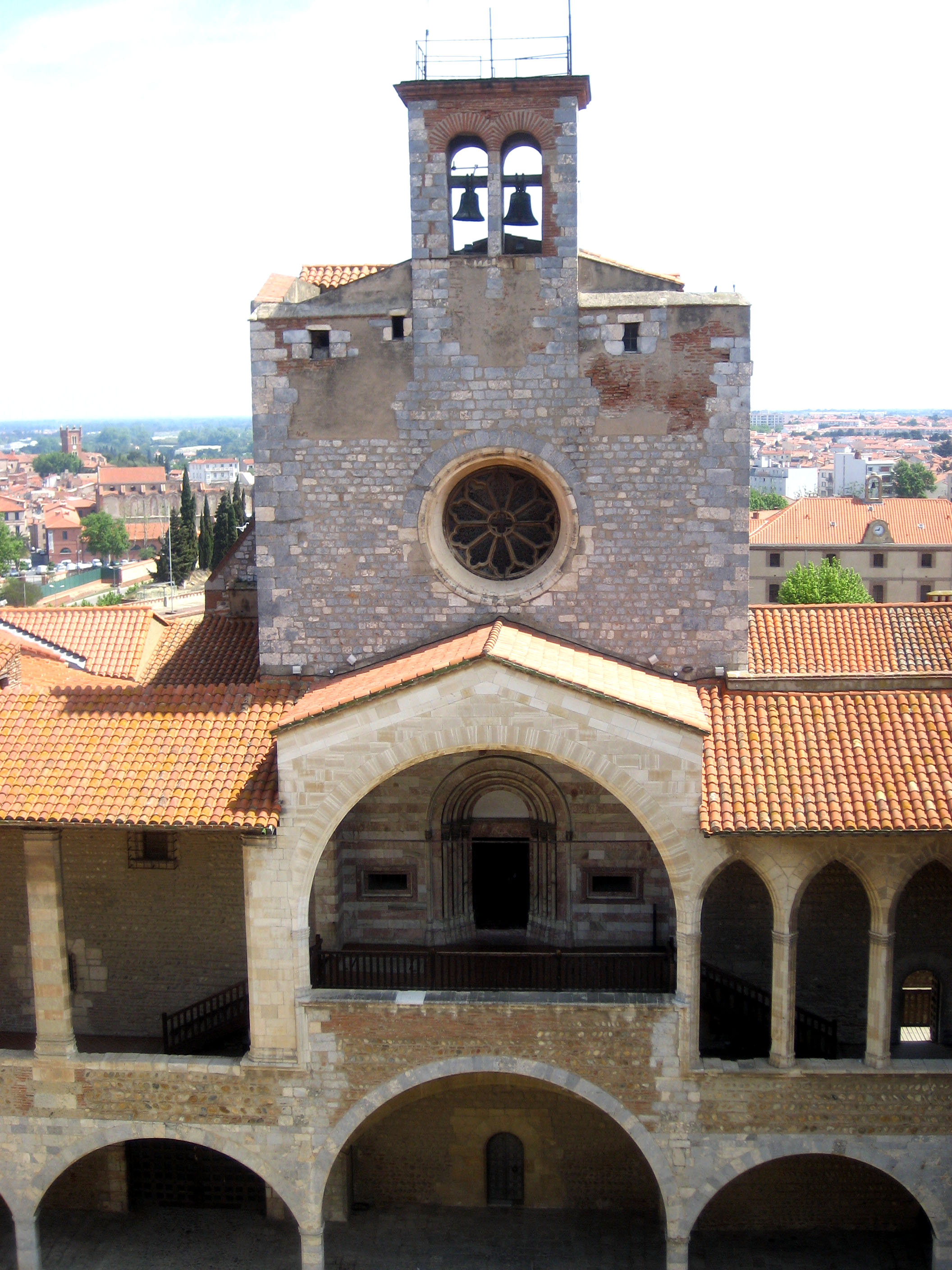
Innenhof mit der Kapelle St. Croix

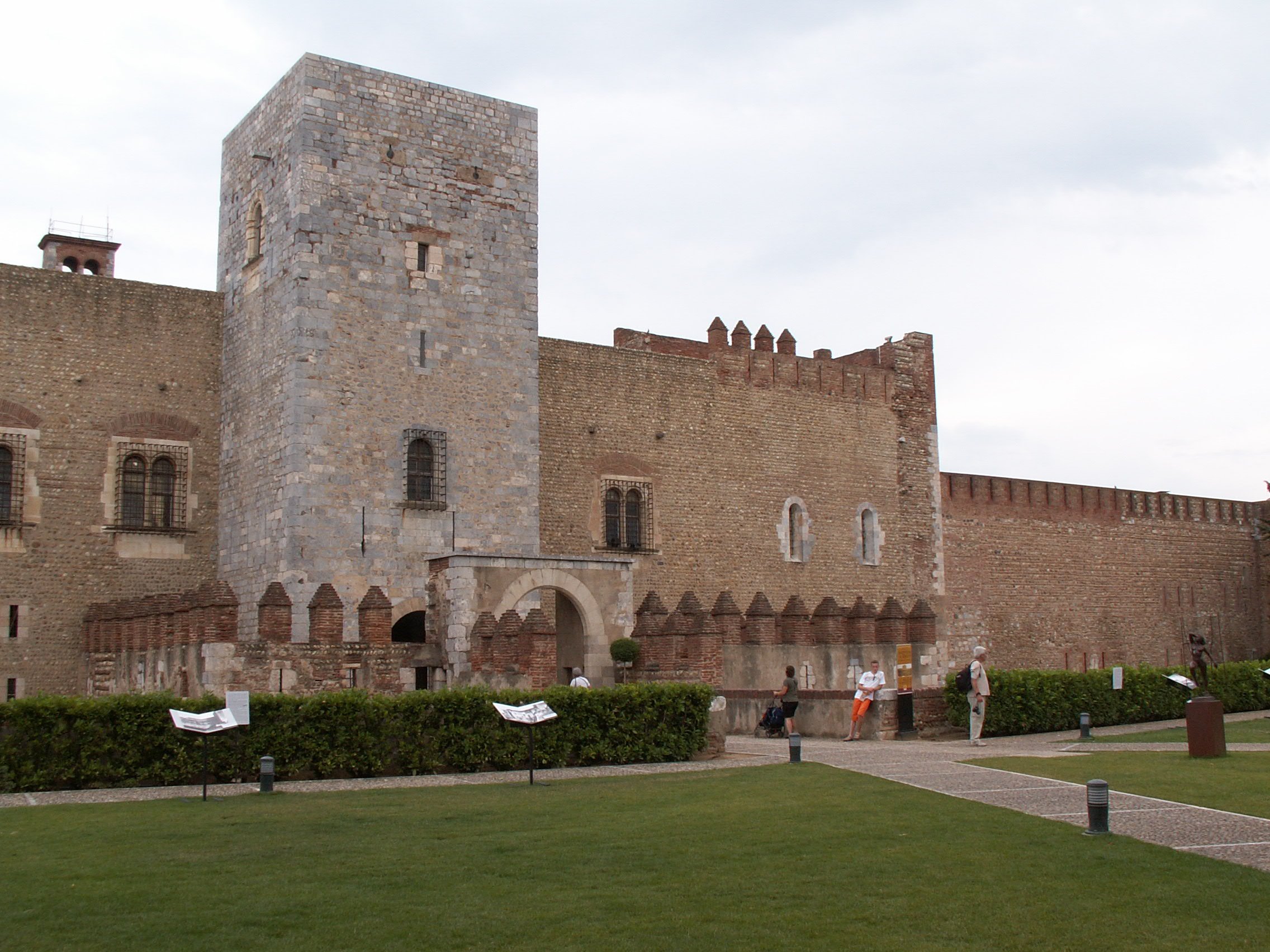
Besuchereingang

Der Palast der Könige von Mallorca (katalanisch Palau dels Reis de Mallorca, französisch Palais des Rois de Majorque) ist eine Festung und ein Königspalast mit Gartenanlage in der französischen Stadt Perpignan im Département Pyrénées-Orientales in der Region Okzitanien.

## Geschichte
Dieses Gebäude markiert die Zeit, als diese Stadt die Hauptstadt des Königreichs von Mallorca war. Am 21. August 1262 übertrug Jakob I. von Aragón seinem zweiten Sohn Jakob II. von Mallorca die Balearen zusammen mit den Grafschaften Rosselló und Cerdanya und die Herrschaft Montpellier (ein mütterliches Erbe Jakobs I.).
Jakob II. befahl den Bau des Palastes im Jahre 1276 auf einem Hügel im Süden der Stadt Perpignan. Rund um die Festung wurden ein Palast mit Schlossgarten, Menagerie und zwei sich überlagernden Kapellen errichtet. Die endgültige Baumaßnahme wurde erst im Jahre 1309 abgeschlossen. Die Baumeister und Architekten waren zuerst Ramon Pau und später Pons Descoll und Bernat Quer.
Der gesamte Komplex wurde um den Innenhof herum erbaut. Der Eingang ist durch einen Torturm, einen mit Schießscharten versehenen, bewohnbaren Bau, geschützt. Der Baustil ist eine Mischung aus spanisch-arabischem Mudéjarstil sowie Elementen der Gotik. Gegenüber dem Eingang der unteren Kapelle, der sogenannten Kapelle der Königin, befanden sich auf beiden Seiten Zugänge zu den Gemächern des Königs und der Königin. An den angrenzenden Seiten liegen die Nebengebäude, Ställe und Gesindeschuppen. Die obere Kapelle, genannt St. Croix, mit einem Marmorportal ist im Inneren mit gotischen Fensterbögen versehen. In einer Nische versteckt ist ein grüner Fries, der in arabischer Schrift die Inschrift „Es gibt keinen Gott außer Gott“ trägt. Neben der Kapelle liegen der Thronsaal und die Kanzlei, die durch elegante Säulenhallen und Galerien mit der Hauptfassade verbunden sind.
Dieser Palast hat einige Veränderungen im Laufe der Zeit erfahren, als die Könige von Aragon ihn von den Königen von Mallorca übernahmen und mit dem 15. Jahrhundert das spanische Siglo de Oro begann.

## Zeit des Königreichs von Aragon und des Habsburgerreichs (1349–1659)
Der Palast war 1414–1418 einer der bedeutenden Orte bei den Verhandlungen zwischen dem römisch-deutschen Kaiser Sigismund von Luxemburg und dem Gegenpapst Benedikt XIII., als es darum ging, das Konzil von Konstanz zu ermöglichen und das Abendländische Schisma zu beenden.
Während einer Belagerung wurde 1502 ein großer Teil des Nordflügels des Palastes zerstört. Philipp II. von Spanien ließ 1587 aus rotem Backstein eine Mauer rings um das Bauwerk errichten und den zerstörten Flügel erneuern, was letztendlich dann die Form eines Sechsecks ergab. Nach dem Erlöschen der spanischen Habsburger durch den Tod Karls II. beanspruchten die Bourbonen auf Grundlage des Pyrenäenfriedens den spanischen Thron. Philipp V. übernahm als neuer König den Palast.
Anfang 1700, nachdem das Gebiet von Frankreich annektiert war, wurde durch den französischen Festungsbaumeister Sébastien Le Prestre de Vauban die Festungsanlage außen und innen geändert und erhielt ein verstärktes Abwehrsystem.

## 20. Jahrhundert
Seit dem 20. August 1913 ist der Palast der Könige von Mallorca ein Monument historique. In den 1940er Jahren wurde der Palast renoviert und im Jahr 1958 für die breite Öffentlichkeit geöffnet. Im Jahr 2004 wurde eine archäologische Untersuchung der Anlage durch den Generalrat der Pyrénées Orientales in Auftrag gegeben, um die Chronologie seiner Konstruktion zu ergänzen. 2009 wurden durch die archäologische Abteilung nach Ausgrabungen der Belag und die Fahrbahn des großen Innenhofs restauriert, und es wurden mehrere Getreidesilos und ein Netz von Rohrleitungen und Tanks für die Wasserversorgung des Palastes ausgegraben, dokumentiert und wieder hergestellt. Nach vier Jahren Arbeit, begleitet von archäologischen Ausgrabungen, ist das Denkmal jeden Tag wieder weitgehend für Besucher geöffnet.

## Heute
Der Gebäudekomplex mit dem Schlossgarten ist heute Veranstaltungsort zahlreicher Konzerte, Ausstellungen, Theateraufführungen und Festivals. Das Festival Eté 66 ist das größte Musikfestival der Pyrénées-Orientales, es wird vom Départementrat des Pyrénées-Orientales organisiert und dauert über 40 Tage.